# ANKRD46
ANKRD46 (англ. Ankyrin repeat domain 46) – білок, який кодується однойменним геном, розташованим у людей на 8-й хромосомі. Довжина поліпептидного ланцюга білка становить 232 амінокислот, а молекулярна маса — 25 967.
| 10         |  | 20         |  | 30         |  | 40         |  | 50         |
| ---------- |  | ---------- |  | ---------- |  | ---------- |  | ---------- |
| MSYVFVNDSS |  | QTNVPLLQAC |  | IDGDFNYSKR |  | LLESGFDPNI |  | RDSRGRTGLH |
| LAAARGNVDI |  | CQLLHKFGAD |  | LLATDYQGNT |  | ALHLCGHVDT |  | IQFLVSNGLK |
| IDICNHQGAT |  | PLVLAKRRGV |  | NKDVIRLLES |  | LEEQEVKGFN |  | RGTHSKLETM |
| QTAESESAME |  | SHSLLNPNLQ |  | QGEGVLSSFR |  | TTWQEFVEDL |  | GFWRVLLLIF |
| VIALLSLGIA |  | YYRRTLRLGS |  | FARQDRSRIQ |  | AI         |  |            |

A: Аланін

C: Цистеїн

D: Аспарагінова кислота

E: Глутамінова кислота

F: Фенілаланін

G: Гліцин

H: Гістидин

I: Ізолейцин

K: Лізин

L: Лейцин

M: Метіонін

N: Аспарагін

P: Пролін

Q: Глутамін

R: Аргінін

S: Серин

T: Треонін

V: Валін

W: Триптофан

Задіяний у такому біологічному процесі, як альтернативний сплайсинг. 
Локалізований у мембрані.